# Old Firm
Old Firm, Auld Firm, är en gammal benämning på de två fotbollsklubbarna Rangers FC och Celtic FC från Glasgow i Skottland i Storbritannien. Old Firm-derbyt är benämningen på matcher mellan de här två klubbarna.
Många ser det som "mer än bara sport", och talar om religion (romersk-katoliker och protestanter) och Nordirland-related politik (Ulsterlojalister och irländsk republikanism).